# Скалы МОПРа
Скалы МОПРа (укр. Скелі МОДРу) — геологический памятник природы общегосударственного значения на Украине, в Центрально-Городском районе города Кривой Рог.

## История
Статус памятника природы присвоен распоряжением Совета Министров УССР № 780-р от 14 октября 1975 года.

## Характеристика
Площадь памятника — 62 гектара. Абсолютная высота — 50 метров. Возраст верхней возрастной границы пород определен в 2050 млн лет.
Представляет собой группу скал на склоне долины реки Ингулец, являющихся фрагментом разреза Криворожско-Кременчугской провинции украинского кристаллического щита. К территории памятника относятся естественные обнажения правого и левого берегов реки Ингулец вместе с искусственными обнажениями пород в затопленных дореволюционных железорудных карьерах и в проёме шоссейной дороги (от Свято-Николаевской до Прорезной улицы), соединяющий старый центр города с посёлком бывшего рудника имени МОПРа. Общая площадь скальных выходов и природных зон вокруг скал этой группы — около 500 га.
На левом берегу Ингульца, начиная от затопленного карьера у бывшего профилактория «Каскад» до поворота реки у посёлка Весёлая Дача, эти обнажения возникают разрозненными крупными и мелкими скалами и «гривками» длиной от 6 до 200 метров и высотой от 2 до 27 метров. На правом берегу Ингульца таких скал значительно меньше. Самая большая — скала Орлиное гнездо в посёлке Нижняя Антоновка, длиной 25 метров и высотой до 28 метров. К юго-западу от Орлиного гнезда коренные породы выходят на поверхность в виде отдельных «гривок», чаще всего покрытых осыпью.
Примечательна и скала Малая Орлинка (Малое Орлиное гнездо) — плоская, почти вертикальная скала находится в центральной части левобережных обнажений, неподалёку от небольшого грота.
Исследователь Валериан Домгер в 1883 году так описывал скалу Орлиное гнездо:

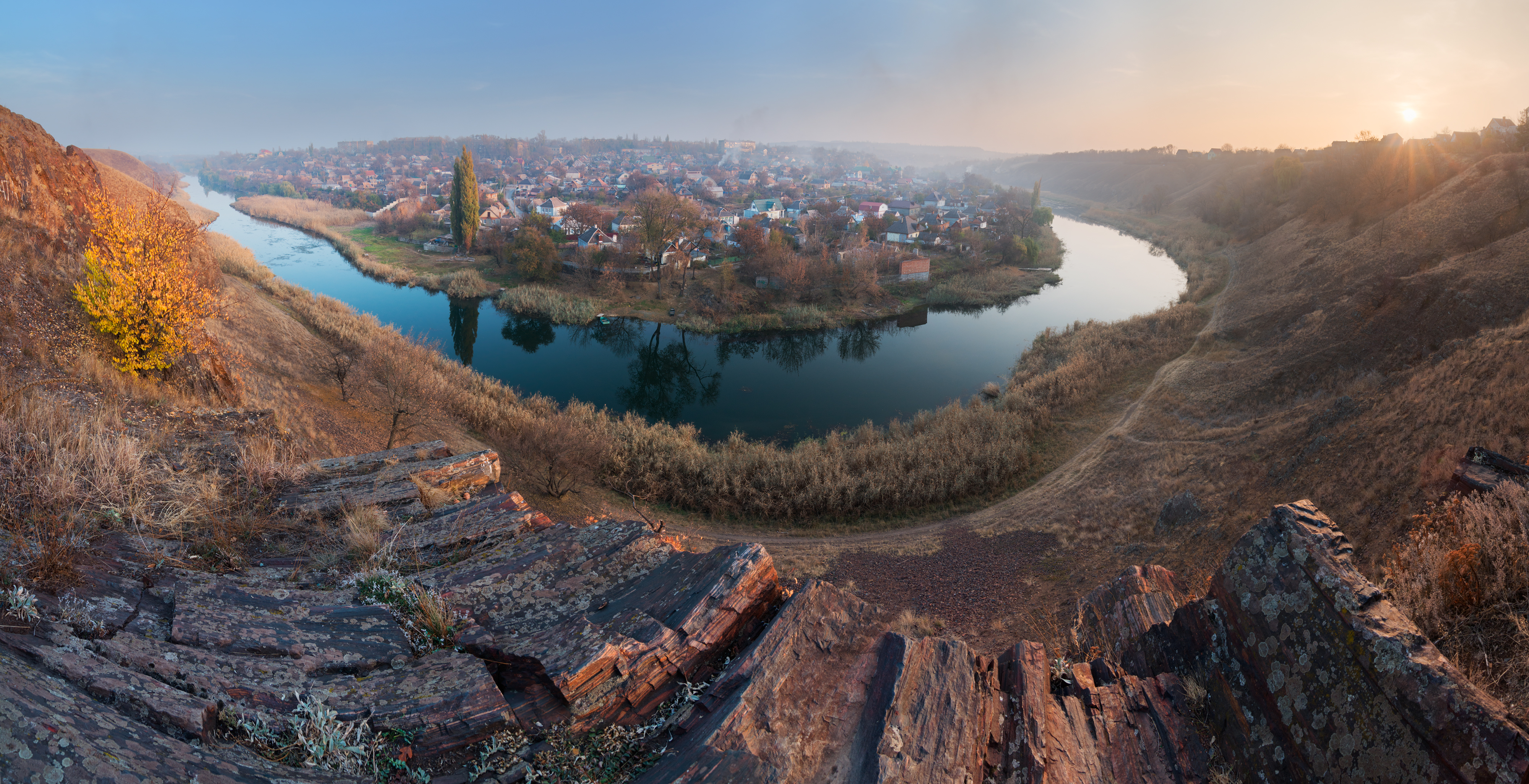
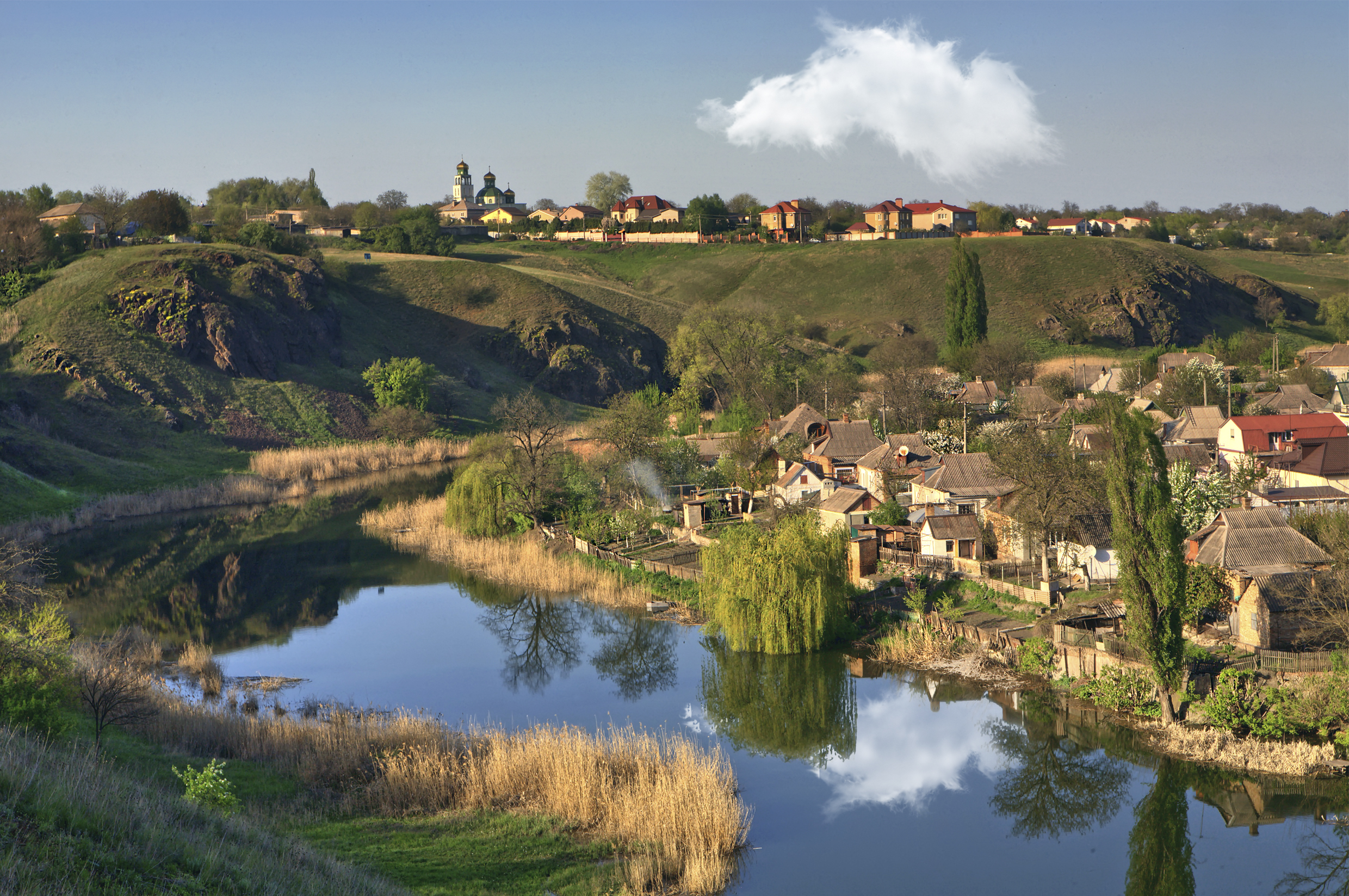
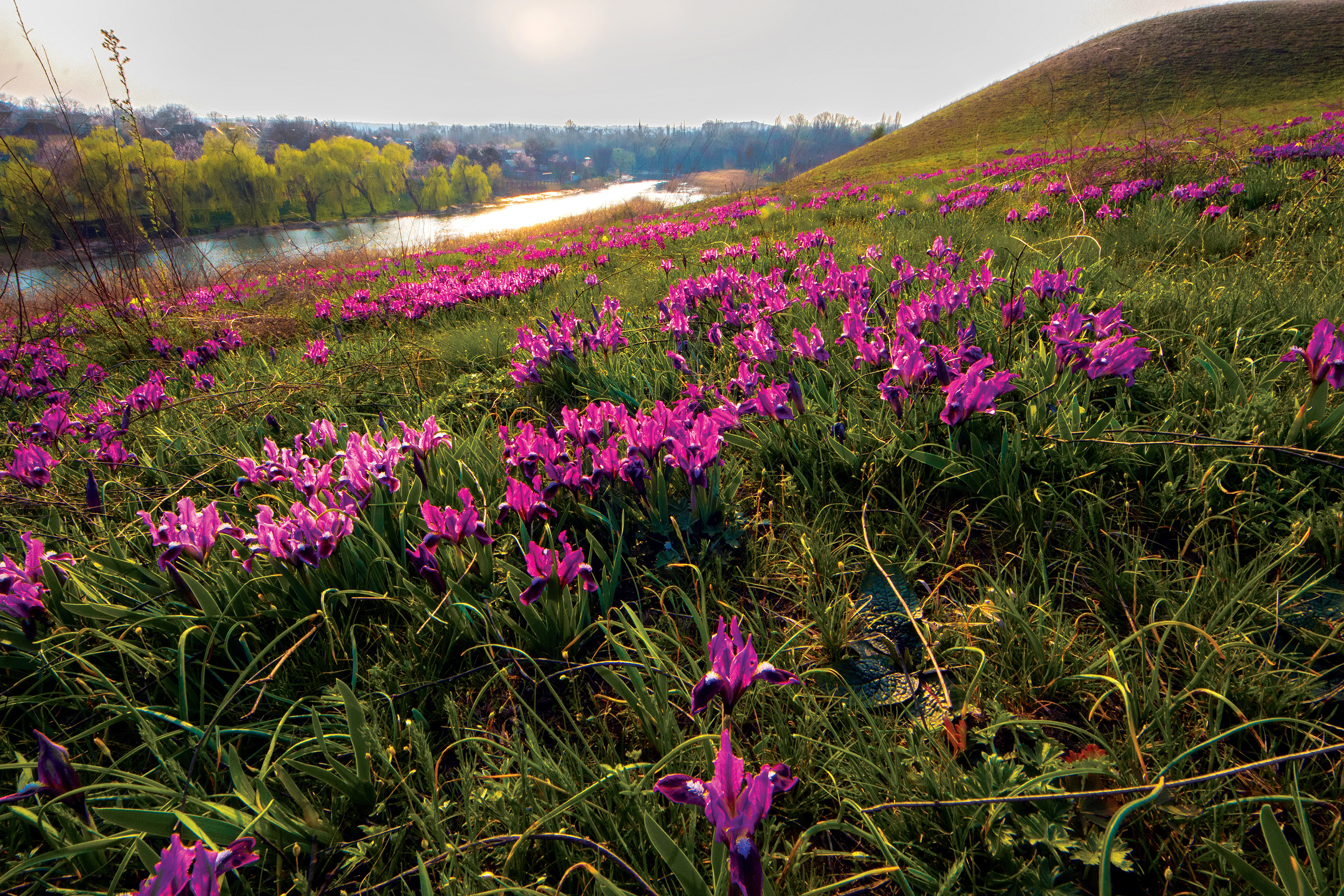
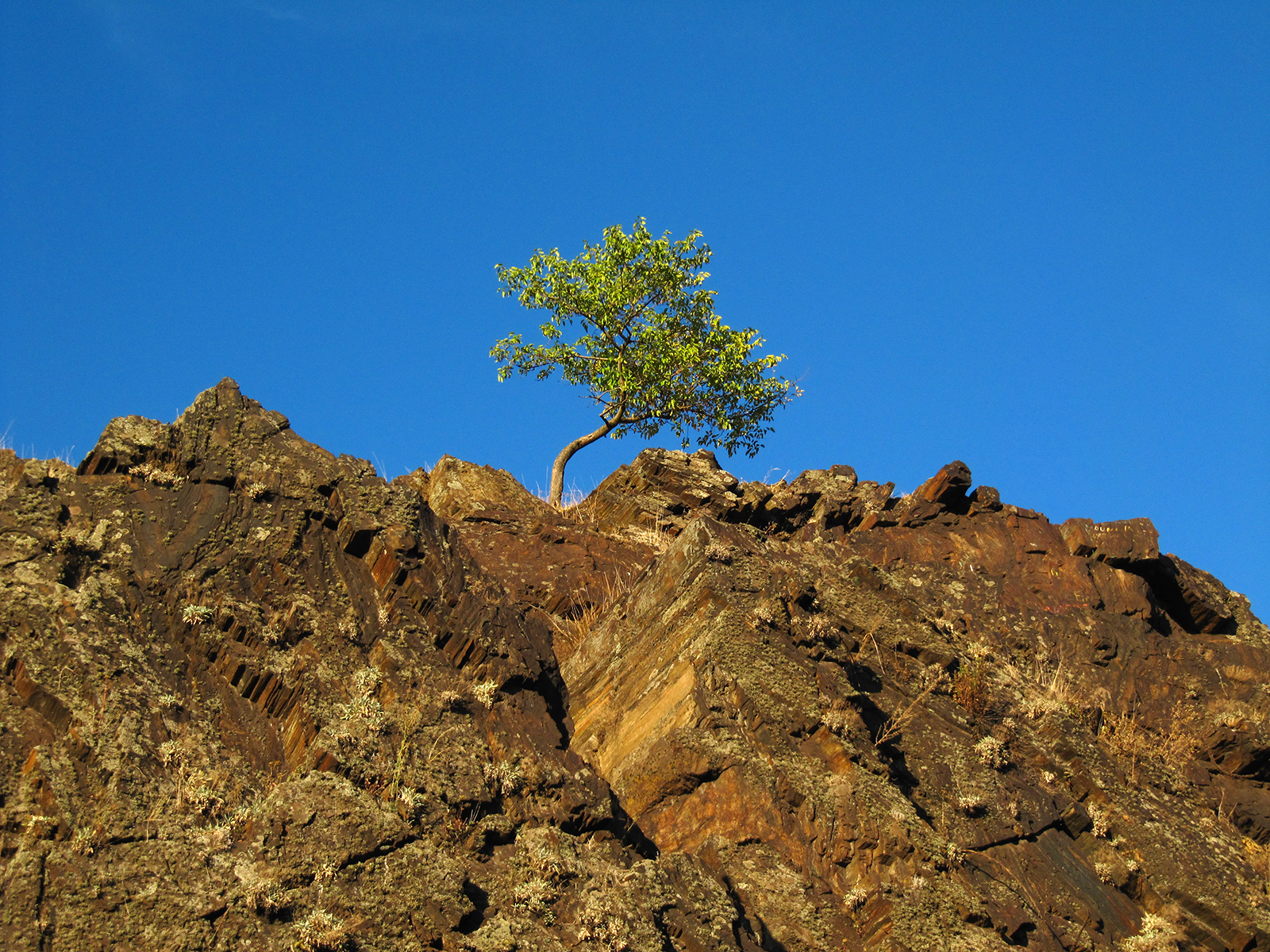
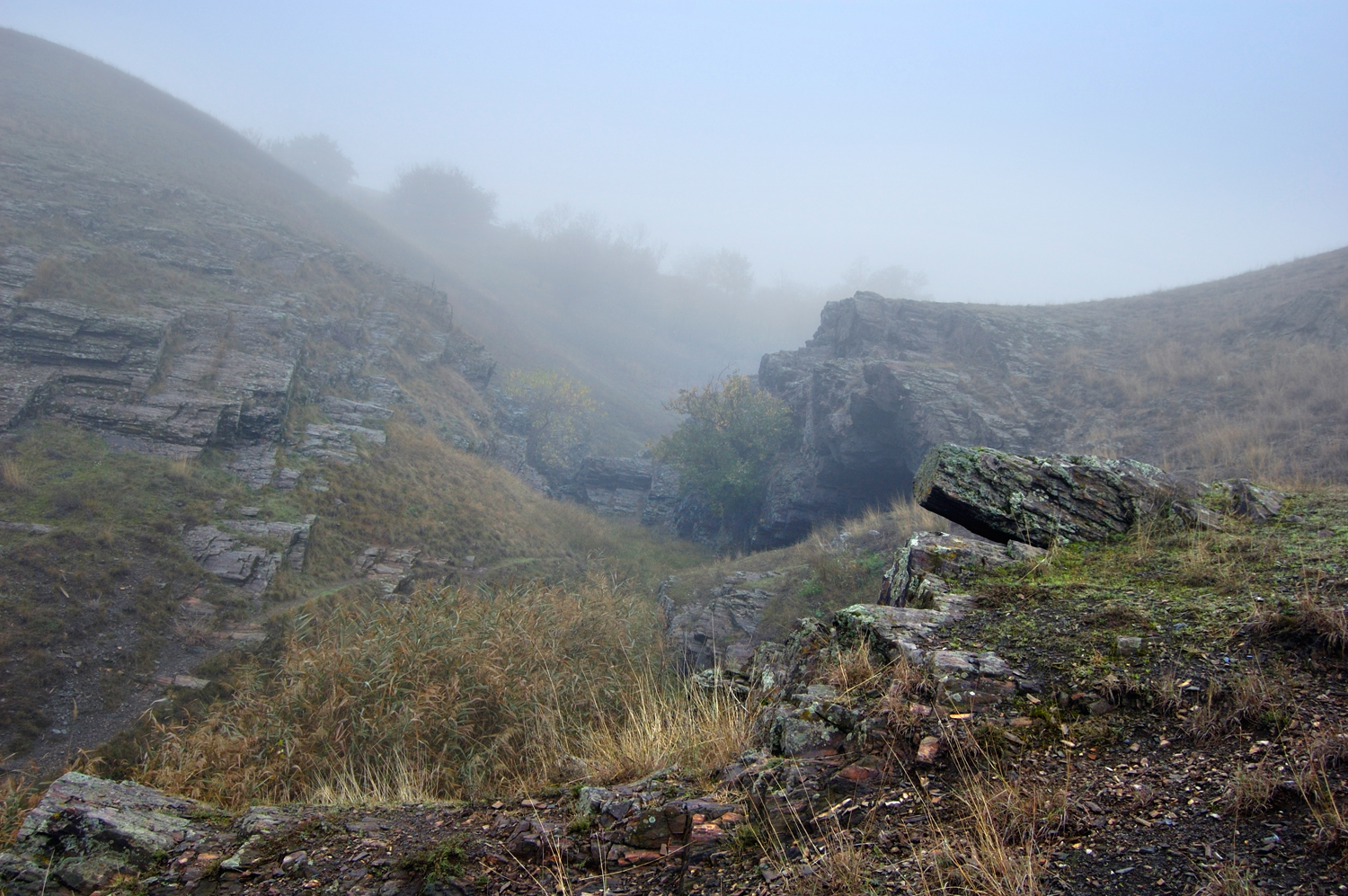

… мы вступаем в полосу железистокварцитовых сланцев, которые тянутся почти беспрерывно вплоть до устья р. Саксагань, образуя в этом пространстве … ряд железистых скал, представляющих великолепные примеры самой прихотливой складчатости пластов.